# Alessandro Crivelli
Alessandro Crivelli (Milão, 1514 - Roma, 22 de dezembro de 1574) foi um cardeal do século XVII

## Biografia
Nasceu em Milão em 1514. O mais novo dos quatro filhos de Antonio Crivelli, conde de Lomello, e Costanza Landriani. Seu sobrenome também está listado como Cribelli. Parente do Papa Urbano III (1185-1187).
Entrou para o exército ainda jovem. (Nenhuma informação educacional adicional encontrada)..
Coronel do exército imperial. Senador e membro do "Consiglio dei 60" de Milão. Casou-se com Margherita de Scarampi e teve três filhos, Antonio, Girolamo e Luigi. Após a morte de sua esposa em 10 de março de 1561, ele deixou o serviço militar e tornou-se padre. Chamado a Roma pelo Papa Pio IV..
Ordenado ao sacerdócio (nenhuma informação adicional encontrada)..
Eleito bispo de Cerenza e Cariati, Calábria, 10 de março de 1561. Consagrado (nenhuma informação encontrada). Seu lema episcopal era A semitis impiorum elongor . Núncio na Espanha, novembro de 1561 a novembro de 1565..
Criado cardeal diácono no consistório de 12 de março de 1565. Não participou do conclave de 1565-1566, que elegeu o Papa Pio V. Recebeu o barrete vermelho e a diaconia de S. Giovanni a Porta Latina, título pro illa vice declarado diaconia, 8 de fevereiro de 1566. Optou pela ordem dos cardeais sacerdotes (data não encontrada); sua diaconia foi restaurada ao título. Renunciou ao governo da diocese antes de 23 de janeiro de 1568. Optou pelo título de S. Maria in Ara Coeli, em 20 de novembro de 1570. Participou do conclave de 1572, que elegeu o Papa Gregório XIII..
Morreu em Roma em 22 de dezembro de 1574. Sepultado no túmulo que mandou construir na igreja de S. Maria in Ara Coeli (4) , Roma..